# Instructables
Instructables è un sito specializzato in progetti fai da te (DIY) caricati e creati dagli utenti, che gli altri utenti possono commentare e di cui possono classificare la qualità. Attualmente di proprietà della Autodesk, è stato creato dall'ingegnere meccanico Eric Wilhelm e Saul Griffith e lanciato nell'agosto 2005.
Instructables è dedicato a una collaborazione passo passo tra i membri per creare una varietà di progetti.
Gli utenti pubblicano le istruzioni per i loro progetti, di solito accompagnati da aiuti di tipo visuale e inoltre interagiscono attraverso la sezione dei commenti sottostante a ogni passo del progetto come nei forum.